# کریستین هاینز
کریستین هاینز (انگلیسی: Kristian Haynes؛ زادهٔ ۲۰ دسامبر ۱۹۸۰) بازیکن فوتبال اهل ایالات متحده آمریکا است.
از باشگاه‌هایی که در آن بازی کرده‌است می‌توان به باشگاه فوتبال ترلبورگ، باشگاه فوتبال میالبی، باشگاه فوتبال مالمو، و باشگاه فوتبال ای‌آی‌کی اشاره کرد.